# 中华人民共和国国务院副秘书长
中华人民共和国国务院副秘书长是中华人民共和国国务院中协助秘书长工作的人员，行政级别为副部长级，部分高配正部长级。该职务的前身是中央人民政府政务院副秘书长。

## 法律规定
1954年9月21日第一屆全國人民代表大會第一次會議通過的《中华人民共和国国务院组织法》第八条规定如下：
第八條　國務院設立秘書廳，由秘書長領導。

國務院設副秘書長若干人，協助秘書長工作。
1982年12月10日第五届全国人民代表大会第五次会议通过，1982年12月10日《全国人民代表大会常务委员会委员长令》第十四号公布施行的《中华人民共和国国务院组织法》第七条规定如下：
第七条　国务院秘书长在总理领导下，负责处理国务院的日常工作。

国务院设副秘书长若干人，协助秘书长工作。

国务院设立办公厅，由秘书长领导。
2024年3月11日第十四届全国人民代表大会第二次会议修订通过，2024年3月11日《中华人民共和国主席令》第二十一号公布施行的《中华人民共和国国务院组织法》第十条规定如下：
第十条　国务院秘书长在总理领导下，负责处理国务院的日常工作。

国务院设副秘书长若干人，协助秘书长工作。

国务院设立办公厅，由秘书长领导。

## 历任副秘书长
1. 齐燕铭（1954年11月1日－1965年3月）
2. 陶希晋（1954年11月1日－1959年8月）
3. 常黎夫（1954年11月1日－1959年2月）
4. 张　策（1954年11月1日－1958年4月）
5. 龚子荣（1954年11月1日－1965年3月）
6. 曾一凡（1954年11月1日－1965年3月）
7. 杨放之（1954年11月1日－1966年5月）
8. 赵守攻（1958年8月－1965年2月）
9. 杨东莼（1959年8月－1966年5月）
10. 童小鹏（1959年8月－1966年5月）
11. 冯　铉（1959年8月－1965年3月）
12. 高登榜（1959年8月－1966年5月）
13. 卢郁文（1959年8月－1965年3月）
14. 周荣鑫（1963年10月－1965年1月）
15. 赵鹏飞（1963年10月－1966年5月）
16. 罗青长（1965年3月－1966年5月）
17. 许　明（女）（1965年3月－1966年5月）
18. 郑思远（1965年3月－1966年5月）
1975年第四届全国人大第一次会议召开后至1979年3月，国务院不设秘书长、副秘书长。
19. 吴庆彤（1979年3月－1985年11月）
20. 郑思远（1979年3月－1983年1月）
21. 冯基平（1979年7月－1981年4月）
22. 李力殷（1979年7月－1983年8月）
23. 杜星垣（1980年4月－1981年3月）
24. 宋一平（1980年5月－1983年8月）
25. 陈　楚（1980年9月－1984年12月）
26. 毛联珏（1980年9月－1982年2月）
27. 袁晋修（1980年9月－1983年3月27日）
28. 王伏林（1980年9月－1983年8月）
29. 田纪云（1981年3月－1983年6月20日）
30. 刘志汉（1981年5月－1983年8月）
31. 顾　明（1981年8月－1985年1月）
32. 马　洪（1982年4月－1983年8月）
33. 周绍铮（1982年5月－1983年8月）
34. 李　灏（1983年8月－1985年8月）
35. 艾知生（1983年8月－1985年4月）
36. 张文寿（1984年12月－1988年5月3日）
37. 张镜源（1984年12月－1986年2月）
38. 柳随年（1985年8月－1986年1月）
39. 阎　颖（女）（1985年8月－1990年7月）
40. 王书明（1985年11月－1993年6月）
41. 白美清（1985年12月－1990年7月）
42. 李昌安（1987年6月12日－1993年7月）
43. 常　捷（1987年7月－1990年11月）
44. 何椿霖（1988年5月3日－1998年3月）
45. 刘忠德（1988年5月3日－1990年7月）
46. 李世忠（1988年5月3日－1995年2月）
47. 席德华（1988年5月3日－1995年5月）
48. 安成信（1988年5月3日－1993年5月）
49. 刘仲藜（1990年7月－1992年9月4日）
50. 徐志坚（1990年7月－1996年12月10日）
51. 刘济民（1993年6月－1998年3月）
52. 李树文（1993年7月－1998年3月）
53. 张克智（1993年7月－1998年3月）
54. 刘奇葆（1994年7月－1998年3月）
55. 张左己（1994年11月－1998年3月18日）
56. 金人庆（1995年5月－1995年11月）
57. 杨景宇（1995年5月－1998年3月）
58. 周正庆（1995年6月－1998年3月）
59. 石秀诗（1996年9月－2000年12月）
60. 崔占福（1996年9月－2003年1月）
61. 马　凯（1998年3月－2003年3月）2000年12月起负责国务院办公厅常务工作（正部长级）。
62. 徐荣凯（1998年3月－2001年6月）
63. 徐绍史（2001年1月9日－2007年4月）
64. 尤　权（2001年1月－2006年12月）
65. 高　强（2001年7月－2003年4月）
66. 焦焕成（正部长级）（2002年7月－2015年10月） 兼国务院机关事务管理局局长。2007年9月13日起任中共国务院机关党组副书记（正部长级）。
67. 汪　洋（正部长级）（2003年3月－2006年1月5日）负责国务院办公厅常务工作。
68. 陈进玉（2003年5月1日－2006年12月30日）
69. 李适时（2003年12月31日－2008年2月28日）
70. 张　勇（2003年12月31日－2015年4月）[1]
71. 张　平（正部长级）（2006年1月5日－2008年3月18日）负责国务院办公厅常务工作。
72. 项兆伦（2006年12月30日－2013年4月） 保障总理兼党组书记温家宝工作[2]
73. 楼继伟（正部长级）（2007年3月－9月） 兼国家外汇投资公司筹备组组长
74. 汪永清（正部长级）（2008年3月14日－2018年4月3日）
  - 2008年至2013年：保障国务委员孟建柱日常工作
  - 2013年至2018年：保障国务委员郭声琨日常工作，兼中央政法委秘书长。
75. 尤　权（正部长级）（2008年3月18日－2012年12月18日） 负责国务院办公厅常务工作，保障副总理兼党组副书记李克强日常工作
76. 王　勇（2008年3月18日－2008年9月21日）
77. 丘小雄（2008年3月18日－2011年6月15日） 保障总理温家宝日常工作
78. 毕井泉（2008年3月18日－2015年4月）[1]
  - 2008年至2013年：保障副总理王岐山日常工作
  - 2013年起：保障副总理汪洋日常工作
79. 王学军（2008年7月27日－2013年3月） 兼国家信访局局长（2010年9月明确正部长级）[3]
80. 肖亚庆（2009年2月16日－2016年2月）
  - 2008年至2013年：保障副总理张德江日常工作
  - 2013年至2016年：保障副总理马凯工作。
81. 丁学东（2010年6月－2013年7月23日） 
  - 2010年至2013年：保障副总理回良玉日常工作
  - 2013年起：保障副总理汪洋日常工作
82. 江小涓（女）（2011年6月15日－2018年6月22日） 保障国务委员→副总理刘延东日常工作
83. 肖　捷（正部长级）（2013年3月－2016年11月） 负责国务院办公厅常务工作，保障总理李克强日常工作
84. 丁向阳（2013年3月－2021年4月8日） 保障副总理兼党组副书记张高丽 → 副总理孙春兰日常工作[4]
85. 舒晓琴（女）（2013年4月－2020年4月10日） 兼国家信访局局长
86. 王仲伟（2013年4月－2015年9月）[5]
87. 江泽林（2015年4月－2018年2月）保障副总理汪洋日常工作[1]
88. 孟　扬（2015年5月－2023年12月）保障国务委员王勇 → 副总理孙春兰 → 国务委员谌贻琴日常工作[6][7]
89. 彭树杰（2015年12月－2023年7月4日）保障副总理孙春兰日常工作[8][9]
90. 丁学东（正部长级）（2017年3月－2023年7月4日）2018年5月起负责国务院办公厅常务工作，保障副总理韩正 → 副总理丁薛祥日常工作[10]
91. 李宝荣（2017年4月－2022年6月）兼国家机关事务管理局局长[11]
92. 肖　捷（正部长级）（2017年10月－2018年3月）兼中央国家机关工委书记、国务院机关党组书记、财政部部长，主持国务院办公厅工作
93. 陆俊华（2018年6月－2021年8月19日）保障副总理刘鹤日常工作[12]
94. 高　雨（2019年10月10日－2021年11月30日）保障副总理胡春华日常工作
95. 李文章（2020年4月10日－2023年7月4日）兼国家信访局局长[9]
96. 刘建波（2021年5月20日[13]－2024年5月7日[14]）保障国务委员赵克志日常工作[15]
97. 郭　玮（2021年7月22日[16]－2024年9月6日[17]）保障副总理胡春华 → 副总理刘国中[18]日常工作
98. 王志清（2021年11月30日[19]－2023年10月17日[20]）保障国务委员王勇日常工作
99. 王志军（正部长级）（2023年7月4日[9]－）分管国务院办公厅日常工作，保障副总理丁薛祥日常工作[21]
100. 王永红（2023年7月4日[9]－）兼国家机关事务管理局局长
101. 徐守本（2023年8月30日[22]－）保障副总理何立峰日常工作[23]
102. 孙广宇（2023年10月17日[24]－）保障副总理张国清日常工作[25]
103. 刘宇辉（2023年12月8日[26]－）保障国务委员谌贻琴日常工作[27]
104. 汪洋（2024年1月5日[28]－）保障国务委员吴政隆日常工作[29]
105. 林涛（2024年9月6日[30]－）保障副总理刘国中日常工作[31]